# Josep Ribas i Fàbregas
Josep Ribas i Fàbregas (Parets del Vallès, 19 de setembre de 1919 - Parets del Vallès, 16 de novembre de 2013), més conegut com a Pepet Ribas, va ser un pintor català amb un estil propi, que ell definia com a surrealisme místic. Els seus quadres es caracteritzen per ser bastant foscos, ja que tenen poca llum. El llibre La verge de Fàtima a Parets, del qual va editar 12.000 exemplars, és un recull dels seus quadres més místics. En les obres que s'hi poden veure s'hi reflecteix la profunda fe cristiana que el va acompanyar tota la vida.
En Pepet, com tothom el coneixia al poble, va néixer a la masia paretana de Can Cot, fill d'en Joan Ribas i la Maria Fàbregas (originaris de Palafolls), que s'hi van instal·lar el 1902.
Va viure a Can Cot fins als anys vuitanta. En aquesta masia es va dedicar a la feina de pagès, com la resta de la família. Amb tot, els pares van voler que els seus fills rebessin una bona educació, i, de fet, en Pepet va començar la seva formació amb el mestre Sadurní Jordana.